# Claussenia hispanica
Claussenia hispanica es una especie de sírfido. Es endémica de la Europa mediterránea.
Es considerada un sinónimo de Neocnemodon hispanica (Strobl, 1909) o de Heringia hispanica (Strobl, 1909).